# Holiday (Earth, Wind & Fire)
Holiday è il ventunesimo album in studio e il primo album natalizio del gruppo musicale statunitense Earth, Wind & Fire, pubblicato nel 2014.

## Tracce
1. Joy to the World – 4:12 (Isaac Watts)
2. Happy Seasons – 3:58 (Verdine White, Philip Bailey, Larry Dunn, Maurice White, Al McKay)
3. O Come All Ye Faithfull – 6:06 (John Francis Wade, John Reading)
4. Winter Wonderland – 3:40 (Felix Bernard, Richard B. Smith)
5. What Child Is This? – 3:34 (William Chatterton Dix)
6. Away in a Manger – 2:54 (James Ramses Murray)
7. The Little Drummer Boy – 2:50 (Katherine K. Davis)
8. Every Day Is Like Christmas – 3:26 (Roxanne Seeman, Philipp Steinke)
9. The First Noël – 4:26 (Tradizionale)
10. Sleigh Ride – 2:56 (Leroy Anderson, Mitchell Parish)
11. Snow – 2:31 (Tradizionale giapponese)
12. Jingle Bell Rock – 3:09 (Joe Beal, Jim Boothe)
13. December – 3:40 (Maurice White, Al McKay, Allee Willis)